# Ubaena moesta
Ubaena moesta är en fjärilsart som beskrevs av Hans Rebel 1917. Ubaena moesta ingår i släktet Ubaena och familjen påfågelsspinnare. Inga underarter finns listade i Catalogue of Life.